# Günter Nickel
Günter Nickel (República Federal Alemana, 24 de marzo de 1946) es un atleta alemán retirado especializado en la prueba de 60 m vallas, en la que consiguió ser campeón europeo en pista cubierta en 1970.

## Carrera deportiva
En el Campeonato Europeo de Atletismo en Pista Cubierta de 1970 ganó la medalla de oro en los 60 m vallas, con un tiempo de 7.8 segundos, por delante del también alemán Frank Siebeck  y del francés Guy Drut.